# Cyathophylla
Cyathophylla chlorifolia  es la única especie del género monotípico Cyathophylla de la familia Caryophyllaceae. Es natural de Grecia.

## Taxonomía
Cyathophylla chlorifolia fue descrito por Bocquet  &  Strid y publicado en Mountain Flora of Greece 1: 175. 1986.
Sinonimia
- Cucubalus chlorifolius Poir.
- Saponaria chlorifolia (Poir.) Kunze
- Silene perfoliata Otth[3]